# Gebedsmolen

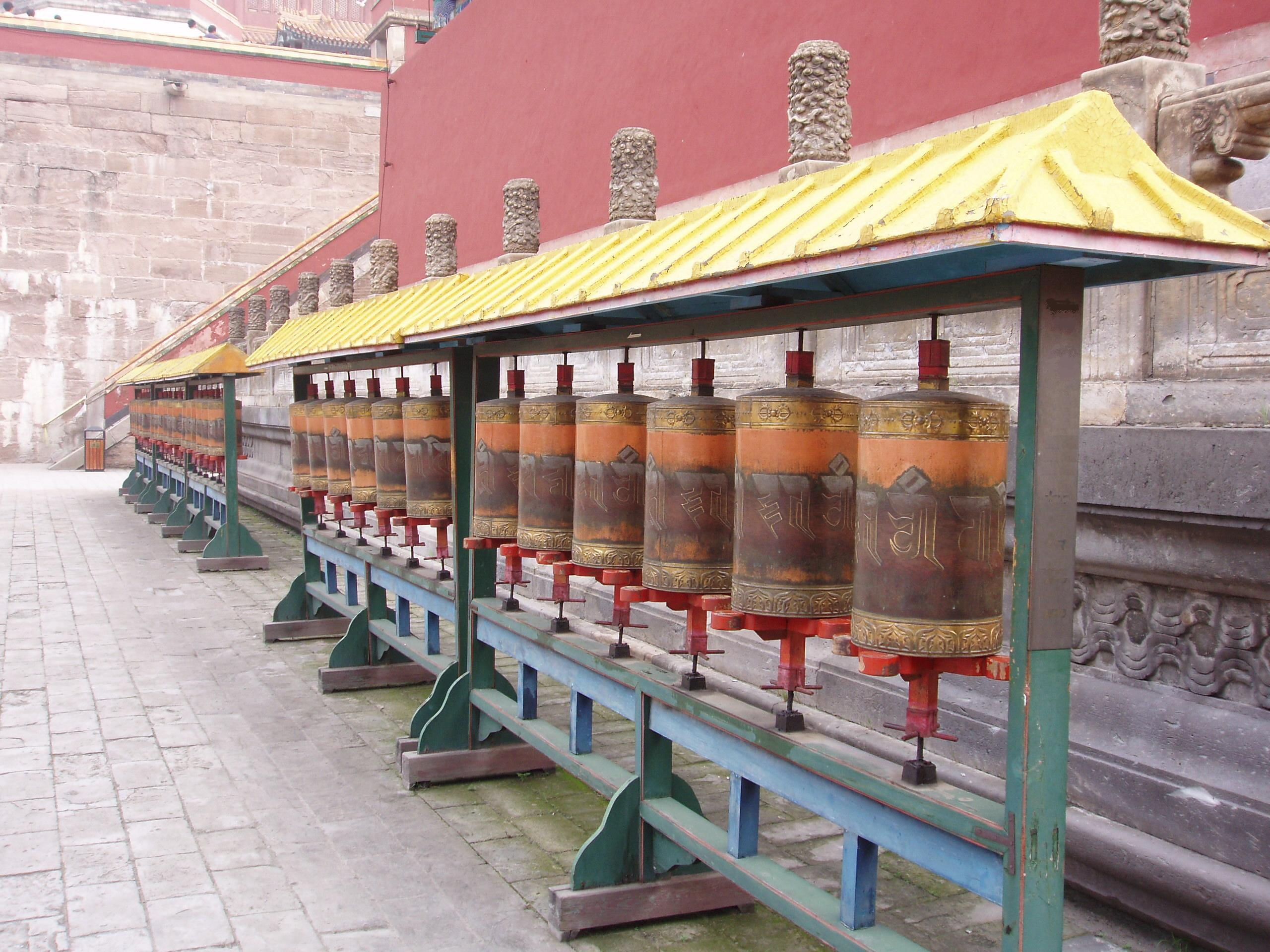
Gebedsmolens in de Chinese stad Chengde

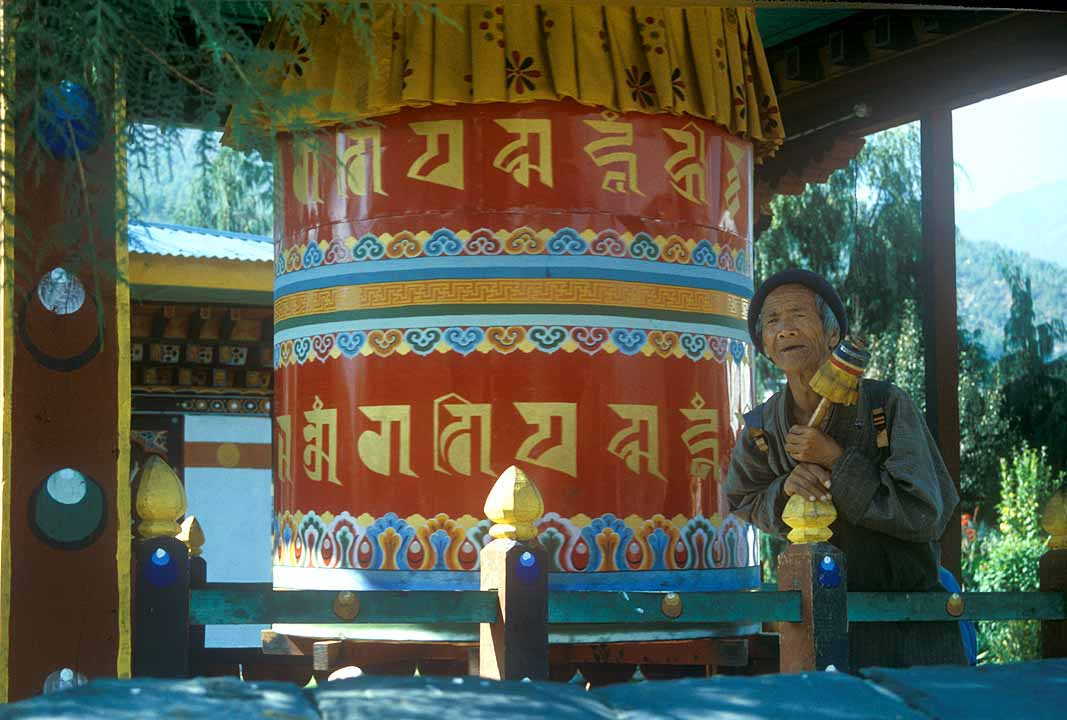
Een heel grote gebedsmolen in Bhutan

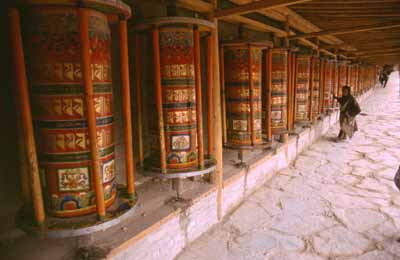
Gebedsmolens in het Labrangklooster in Amdo

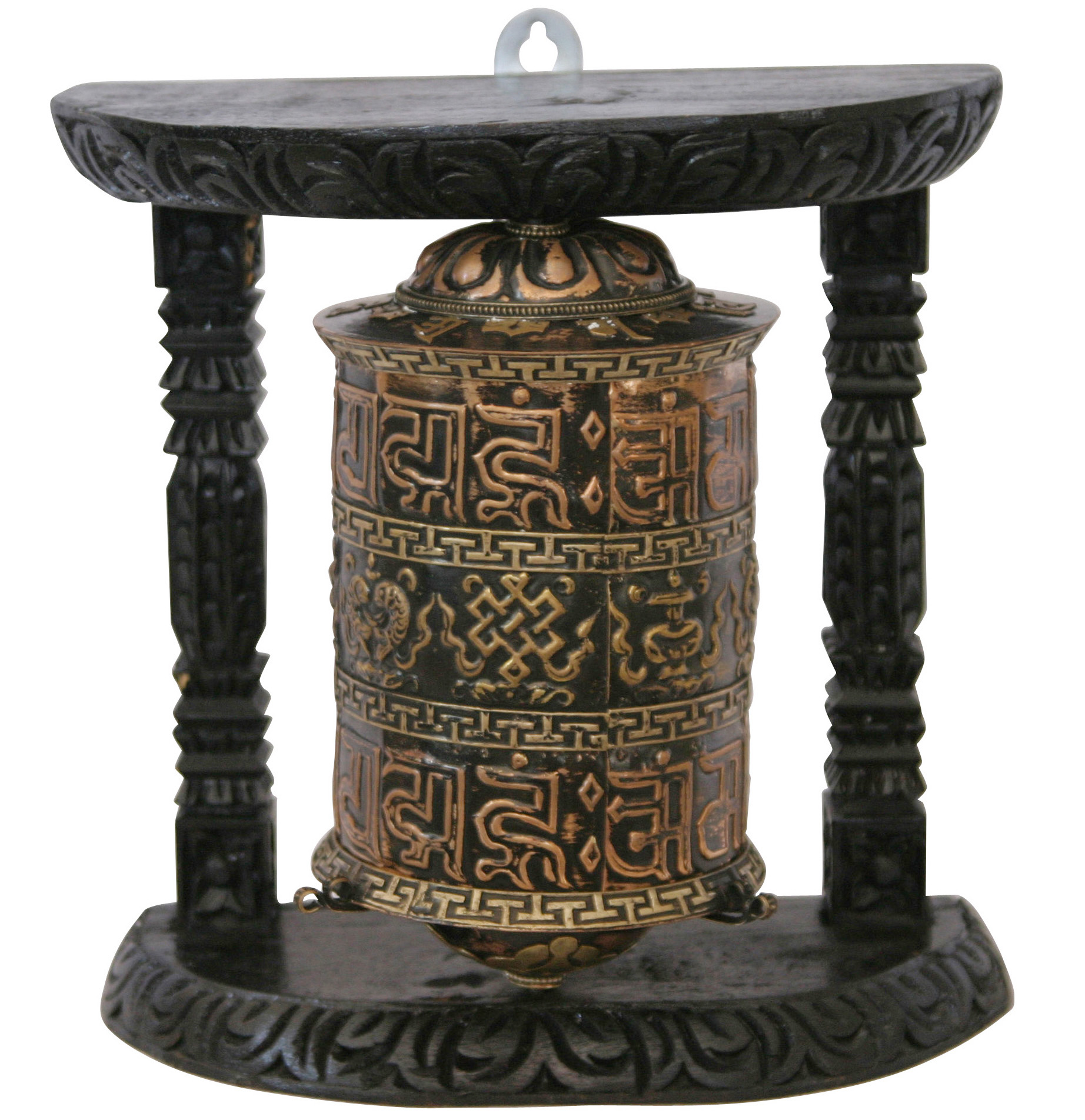
Een tafelmodel

Een gebedsmolen (Sanskriet: Khorten) is een cilindervormige molen die om een verticale as draait. Deze wordt meestal van metaal, hout of leer gemaakt. Ze komen voor in allerlei soorten en maten.
Op de buitenzijde van de cilinder staat altijd een gebed of een mantra geschreven. Volgens het Tibetaans boeddhisme heeft het ronddraaien van een gebedsmolen hetzelfde effect als het uitspreken van de betreffende gebeden of mantra's. De molen dient dan wel gedraaid te worden in de richting van de klok, anders wordt het opschrift achteruit gelezen. 
Wanneer iemand begint met draaien dient hij het opschrift uit te spreken. Het moet nogmaals uitgesproken worden wanneer hij klaar is met draaien. In de tussenliggende periode mag de molen zo vaak en snel worden gedraaid als men maar wil.
Een veelgebruikt opschrift is het mantra: Om mani padme hum.

## Varianten
De gebruikelijkste versie van een gebedsmolen is een staande cilinder.
Meestal staan er meerdere bij elkaar op een rij en kunnen ze door een voorbijganger worden rondgedraaid.
Er bestaan ook varianten zoals:
- Een kleine draagbare versie met een handvat.
- Een kleine draagbare versie aan een touw. Deze draait vanzelf.
- Gebedsmolens die automatisch worden aangedreven, bijvoorbeeld door middel van water, zon, wind of elektriciteit.
- Digitale gebedsmolens.

## Overdrachtelijk
In overdrachtelijke zin duidt een gebedsmolen op een eindeloze herhaling van zetten. Zo zei Uri Rosenthal, VVD-fractievoorzitter in de Eerste Kamer, naar aanleiding van de beantwoording van meer dan honderd vragen door senaatsfracties aan het kabinet over de besluitvorming rond de deelname van Nederland aan de oorlog in Irak: ‘De beantwoording leek wel een Tibetaans gebedsmolentje: een eindeloze herhaling van wat al bekend was.’ 